# Frances Haugen
Frances Haugen (Iowa City, Iowa) es una ingeniera y científica de datos, gerente de producto e informante estadounidense. En septiembre de 2021, Haugen reveló decenas de miles de documentos internos de Facebook a la Comisión de Bolsa y Valores de Estados Unidos y al Wall Street Journal.

## Biografía
Haugen nació y se crio en Iowa City, Iowa, donde asistió a la Iowa City West High School. Su padre era médico y su madre se convirtió en sacerdota episcopal después de una carrera académica.
Haugen estudió ciencias de la computación e ingeniería eléctrica en la Facultad de Ingeniería Franklin W. Olin, de donde se graduó en 2006. Más tarde obtuvo una Maestría en Administración de Empresas por la Harvard Business School en 2011.

## Carrera
Tras graduarse de la universidad, Haugen trabajó con Google en Google Ads, Google Book Search y Google+, además de volverse coautora de una patente para un método de ajuste de la clasificación de los resultados de búsqueda. Durante su carrera en Google, completó su MBA, que fue pagado por la compañía. Ha dicho ser la cofundadora de la aplicación de citas de escritorio Secret Agent Cupid, precursora de la aplicación móvil Hinge.
En 2015, comenzó a trabajar como gerente de productos de datos en Yelp para mejorar la búsqueda mediante el reconocimiento de imágenes y, tras un año, se unió a Pinterest. Cuando en 2018 comenzó a trabajar con Facebook, expresó interés en un rol relacionado con la desinformación y, en 2019, se convirtió en gerente de producto del departamento de integridad cívica de Facebook. Mientras estaba en Facebook, decidió que era importante convertirse en informante, tras lo cual dejó su puesto en la compañía en mayo de 2021. Meses más tarde, se puso en contacto con John Tye, fundador del bufete de abogados sin fines de lucro Whistleblower Aid, en busca de ayuda, y Tye aceptó representarla y ayudar a proteger su anonimato. Tiempo seguido, comenzó a reunirse con miembros del Congreso de los Estados Unidos, incluidos el senador Richard Blumenthal y la senadora Marsha Blackburn.

### Revelaciones internas de Facebook
A partir de septiembre de 2021, The Wall Street Journal publicó The Facebook Files, «basado en una revisión de documentos internos de Facebook, incluidos informes de investigación, discusiones de empleados en línea y borradores de presentaciones a la alta gerencia». La investigación es una serie de nueve informes que incluyen un examen de las exenciones para usuarios de alto perfil, el impacto de la red social en los jóvenes, el impacto de los cambios en el algoritmo que ocurrieron en 2018, las debilidades en la respuesta al tráfico de personas y los cárteles de la droga, la desinformación de las vacunas, además de un informe sobre Haugen, quien reunió los documentos que respaldaban los informes de la investigación.
Haugen reveló su identidad como informante cuando apareció en 60 Minutes el 3 de octubre de 2021. Durante la entrevista, habló sobre el programa de Facebook conocido como Integridad Cívica, cuyo objetivo era frenar la información errónea y otras amenazas a la seguridad electoral, y que terminó por cancelarse tras las elecciones de los Estados Unidos de 2020. Haugen se refirió a la cancelación del proyecto como «una traición a la democracia», y opinó que esto contribuyó al asalto al Capitolio de los Estados Unidos de 2021. Haugen también declaró: «Lo que vi en Facebook una y otra vez fue que había conflictos de intereses entre lo que era bueno para el público y lo que era bueno para Facebook. Y Facebook, una y otra vez, optó por optimizar para sus propios intereses, como ganar más dinero».

### Impacto
Los abogados de Haugen han presentado al menos ocho denuncias ante la Comisión de Bolsa y Valores (SEC), las cuales cubren temas reportados por The Wall Street Journal, incluyendo la manera en que Facebook maneja la desinformación política, el discurso de odio, la salud mental de los adolescentes, la trata de personas, promoción de la violencia étnica, trato preferencial a determinados usuarios y sus comunicaciones con inversores. En una de las denuncias de los informantes a la SEC, Haugen alegó que Facebook engañó a sus inversores. Haugen también ha compartido documentos con miembros del Congreso de los Estados Unidos y las oficinas de los fiscales generales, pero no con la Comisión Federal de Comercio.
La capitalización de mercado de Facebook se redujo en seis mil millones de dólares en las 24 horas posteriores a la entrevista de Haugen en 60 Minutes el 3 de octubre de 2021 y tras el apagón de Facebook el 4 de octubre de 2021. Basado en los documentos filtrados, Kevin Roose, escribiendo para el New York Times, sugirió que Facebook puede ser más débil de lo que parece.
El 5 de octubre de 2021, Haugen testificó ante el Subcomité de Protección al Consumidor, Seguridad de Productos y Seguridad de Datos del Comité de Comercio del Senado de los Estados Unidos. El 4 de octubre de 2021, se publicó una versión escrita de su declaración de apertura ante el subcomité. Durante la audiencia del 5 de octubre, Haugen indicó que está en comunicación con otro comité del Congreso de Estados Unidos sobre temas relacionados con el espionaje y la desinformación. Haugen también dijo que una razón por la que no ha compartido documentos con la Comisión Federal de Comercio es porque cree que los sistemas de Facebook «seguirán siendo peligrosos incluso si se quiebran». Después de la audiencia, el senador Richard Blumenthal, presidente del subcomité de Comercio, dijo que Haugen «quiere arreglar Facebook, no destrozarlo».
Está previsto que Haugen testifique ante el Parlamento del Reino Unido.